# 掘井健智
掘井 健智（ほりい けんじ、1967年1月10日 - ）は、日本の政治家。日本維新の会所属の元衆議院議員（1期）。加古川市議会議員（1期）、兵庫県議会議員（2期）を務めた。

## 来歴
加古川市出身。育英高等学校・大阪産業大学経営学部卒業後、岡三証券社員、インテリアホリイ木工経営を経て、2010年の加古川市議会議員選挙に民主党公認で立候補し、初当選。
2014年の市議選では、地域政党「みらいの風」を主宰し、出馬するが次点で落選。
2015年の兵庫県議会議員選挙では、維新の党公認で立候補し、当選。2019年、再選。
2021年10月31日の第49回衆議院議員総選挙では、兵庫10区から日本維新の会公認で立候補し、小選挙区では自由民主党の渡海紀三朗に敗れるも、重複立候補していた比例近畿ブロックで復活し、初当選。
2022年12月、兵庫維新の会（維新の兵庫県総支部）の代表選挙に立候補を届け出た。同月18日の所属議員らによる投開票の結果、片山大介参議院議員に敗れた（片山：68票、掘井：40票）。
2024年10月27日の第50回衆議院議員総選挙では、兵庫10区から日本維新の会公認で立候補したが、小選挙区で3位に留まり、重複立候補していた比例近畿ブロックでも復活ならず落選した。

## 政策・主張

### 憲法問題
- 憲法改正について、2021年のアンケートで「賛成」と回答[9]。
- 憲法9条への自衛隊の明記について、2021年のアンケートで「賛成」と回答[10]。
- 改正すべき項目として「自衛隊の保持を明記する」「集団的自衛権の保持を明記する」「教育の充実に向けた環境整備を行う旨を明記する」「地方公共団体の権限強化を明記する」「憲法裁判所を設置する」と主張[11]。

### ジェンダー問題
- 選択的夫婦別姓制度の導入について、2021年のアンケートで「どちらかといえば賛成」と回答[9]。
- 同性婚を可能とする法改正について、2021年のアンケートで「どちらかといえば反対」と回答[10]。
- 「LGBTなど性的少数者をめぐる理解増進法案を早期に成立させるべきか」との問題提起に対し、「どちらかといえば賛成」と回答[9]。
- クオータ制の導入について、2021年のアンケートで「どちらかといえば反対」と回答[10]。

### その他
- TPPについては2013年には「断れないから参加し、国民には曖昧にしておく、そして良くない結果を招くと、個人的には反対」としていた[12]が、後にTPP賛成を掲げる[13]維新に入党した。
- 「原子力発電への依存度について今後どうするべきか」との問題提起に対し、2021年のアンケートで「依存率を下げるべき」と回答[10]。
- 「他国からの攻撃が予想される場合には防衛措置として敵基地攻撃もためらうべきではない」との問題提起に対し、「どちらかといえば賛成」と回答[9]。

## 騒動
- 2024年9月11日、維新の藤田文武幹事長は掘井が兵庫県庁内部告発文書問題に関連し、告発を行った元県幹部（7月に死去）に関する不確かな情報を有権者に伝えたとして厳重注意したと明らかにした。党によれば掘井は9月2日に、街頭での活動中に内部告発文書について「自民党と作った怪文書」などと述べたほか、元県幹部に関する個人情報を有権者に話したという[14][15]。掘井は藤田の聴取に対し事実関係を認め、ホームページに謝罪文を掲載した[16]。

## 所属団体・議員連盟
- みんなで靖国神社に参拝する国会議員の会[17]

## 選挙歴
| 当落 | 選挙                       | 執行日         | 年齢 | 選挙区         | 政党         | 得票数    | 得票率 | 定数 | 得票順位 /候補者数 | 政党内比例順位 /政党当選者数 |
| ---- | -------------------------- | -------------- | ---- | -------------- | ------------ | --------- | ------ | ---- | ------------------ | ---------------------------- |
| 当   | 2010年加古川市議会議員選挙 | 2010年6月13日  | 43   | ーー           | 民主党       | 2246票    | ーー   | 31   | 30/39              | /                            |
| 落   | 2014年加古川市議会議員選挙 | 2014年6月22日  | 47   | ーー           | 無所属       | 2038票    | ーー   | 31   | 32/33              | /                            |
| 当   | 2015年兵庫県議会議員選挙   | 2015年4月12日  | 48   | 加古川市選挙区 | 維新の党     | 1万2903票 | 15.52% | 4    | 4/6                | /                            |
| 当   | 2019年兵庫県議会議員選挙   | 2019年4月7日   | 52   | 加古川市選挙区 | 日本維新の会 | 1万797票  | 14.40% | 4    | 4/5                | /                            |
| 比当 | 第49回衆議院議員総選挙     | 2021年10月31日 | 54   | 兵庫県第10区   | 日本維新の会 | 5万7874票 | 32.94% | 1    | 2/3                | 4/10                         |
| 落   | 第50回衆議院議員総選挙     | 2024年10月27日 | 57   | 兵庫県第10区   | 日本維新の会 | 3万718票  | 18.12% | 1    | 3/5                | 15/7                         |